# Platylophus trifoliatus
Platylophus trifoliatus là một loài thực vật có hoa trong họ Cunoniaceae. Loài này được D. Don miêu tả khoa học đầu tiên năm 1830.